# Pterolepis galitana
Pterolepis galitana är en insektsart som först beskrevs av Boris Petrovich Uvarov 1942.  Pterolepis galitana ingår i släktet Pterolepis och familjen vårtbitare. Inga underarter finns listade i Catalogue of Life.